# بنجامين إف. جيمس
بنجامين إف. جيمس هو سياسي أمريكي، ولد في 1 أغسطس 1885 في فيلادلفيا في الولايات المتحدة، وتوفي في 26 يناير 1961 في برين مار ‏ في الولايات المتحدة. نشط حزبياً في الحزب الجمهوري. وقد انتخب عضو مجلس نواب بنسيلفانيا ‏ (1939 – 1947) وانتخب عضو مجلس النواب الأمريكي ‏.